# Zingiber porphyrosphaerum
Zingiber porphyrosphaerum är en enhjärtbladig växtart som beskrevs av Karl Moritz Schumann. Zingiber porphyrosphaerum ingår i släktet Zingiber och familjen Zingiberaceae. Inga underarter finns listade i Catalogue of Life.